# 海约巴包
海约巴包（匈牙利語：Hejőbába）是匈牙利包尔绍德-奥包乌伊-曾普伦州所辖的一个村。总面积18.72平方公里，总人口1966，人口密度105.0人/平方公里（2011年1月1日）。